# فالکائو
فالکائو یک نام خانوادگی‌ست. افراد شاخص با این نام از این قرارند:
- الساندرو روسا ویرا، بازیکن سابق فوتسال اهل برزیل که در ۶۹۷ بازی، ۹۳۲ گل زده‌است.
- رادامل فالکائو، بازیکن فوتبال اهل کلمبیا که برای باشگاه فوتبال موناکو بازی میکند.
- پائولو روبرتو فالکائو، بازیکن سابق فوتبال اهل برزیل که در تیم‌های فوتبال ینترناسیونال ،رم و سائوپائولو سابقهٔ حضور دارد.